# Maria Lassnigová
Maria Lassnig (8. září 1919 Kappel am Krappfeld, Rakousko – 6. května 2014 Vídeň, Rakousko) byla rakouská malířka, grafička a mediální umělkyně. Významně ovlivnila vývoj malířství dvacátého a počátku jednadvacátého století. Proslavila se především svými autoportréty, celý život se zabývala problematikou těla a tělesnosti. Jako první žena se stala profesorkou umění v německy mluvících zemích. V roce 1988 byla první ženou, které byla udělena Velká rakouská státní cena. V roce 2013 získala cenu Zlatý lev za celoživotní dílo.

## Životopis

### Mládí a studium
Maria Eleonora Gregorc se narodila jako nemanželské dítě v obci Kappel am Krappfeld v Rakousku 8. září 1919. Do svých šesti let vyrůstala u babičky. V roce 1922 se její matka Mathilde Gregorc provdala za pekaře Jakoba Lassniga a Maria se roku 1925 přestěhovala k provdané matce do Klagenfurtu. Od té doby začala používat příjmení Lassnigová. V Klagenfurtu navštěvovala klášterní školu a po jejím ukončení absolvovala kurz učitelky pro základní školy. Malířské nadání se u ní projevilo již v dětství a matka ji podporovala. Maria navštěvovala od šesti do deseti let lekce kreslení. Její kresby z té doby se zachovaly.
Dne 14. prosince 1938 opustila římskokatolickou církev, aby se do ní 9. dubna 1959 vrátila. V Metnitzu (Korutany) působila jako učitelka na jednotřídní obecné škole v letech 1940 až 1941. Opakovaně se sem vracela a v roce 1985 upravila školní budovu jako své letní studio.

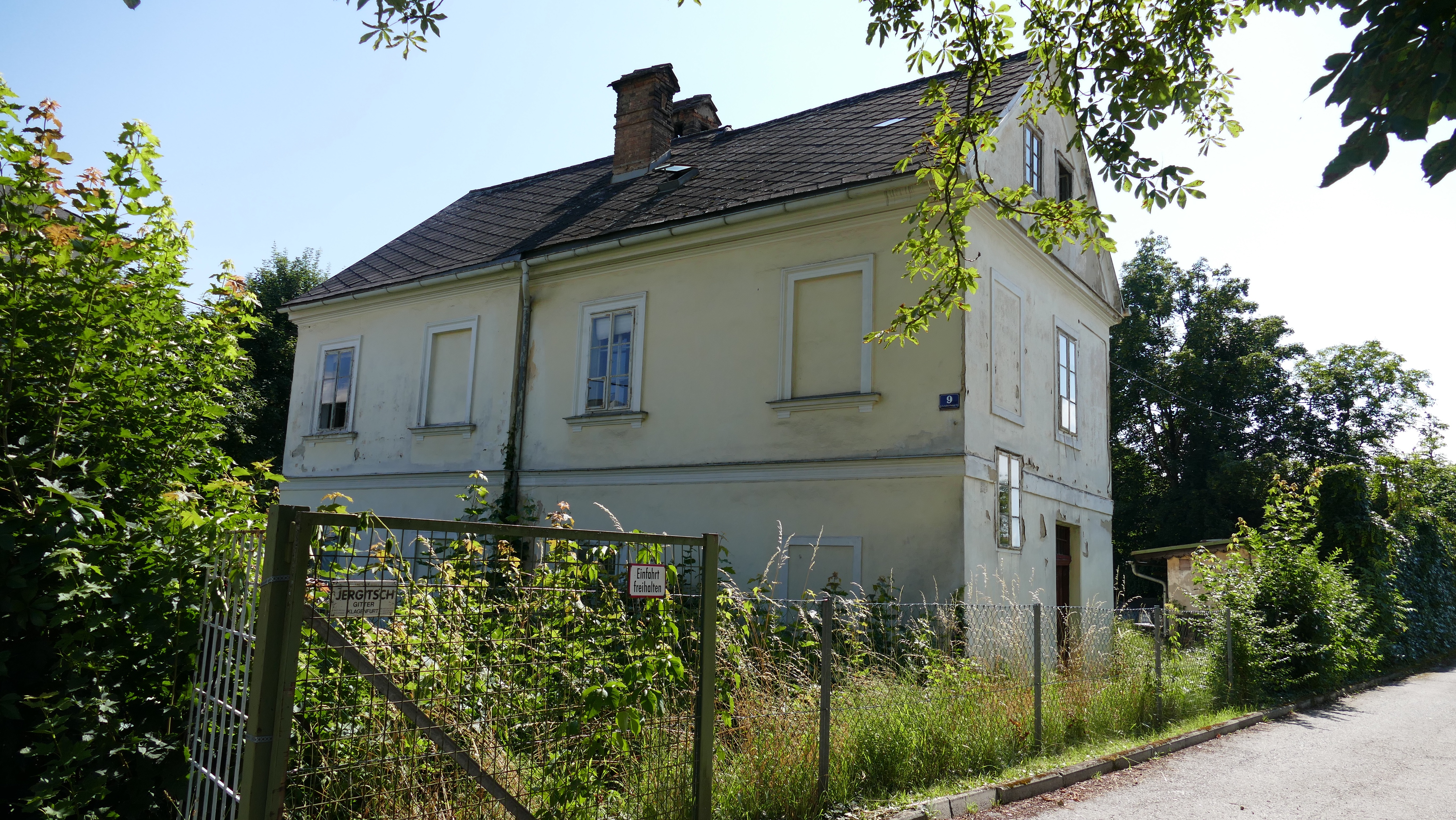
Dům Maria Lassnigové, Klagenfurt

Malbu začala studovat v zimním semestru 1940/1941 na Akademii výtvarných umění ve Vídni u Wilhelma Dachauera. Hledajíc svoji vlastní uměleckou cestu a po neshodách s Dachauerem, pokračovala ve studiu ve třídě Ferdinanda Andriho. Během studia byla považována za apolitickou a ambiciózní studentku. Byla podporována akademií a třikrát v letech 1943, 1944 a 1945 obdržela korutanské Gaustipendiaum. V nacisty vedené instituci si vytvořila koncept „subjektivní barvy“ a rozhodla se zaměřit na hloubkovou analýzu vlastního (tělesného) já.
Po ukončení studií v roce 1945 se vrátila do Klagenfurtu, do ateliéru na Heiligengeist-Platz. Zde se přidala k místní umělecké avantgardě, kam patřili například umělci a spisovatelé jako Arnold Clementschitsch, Michael Guttenbrunner, Max Holzer, Arnulf Rainer nebo Arnold Wande.
Maria Lassnigová objevila surrealismus a kubismus a tyto směry ovlivnily její rané obrazy z čtyřicátých a padesátých let 20. století. V roce 1948 se sblížila s malířem Arnulfem Rainerem a společně v roce 1951 uspořádali výstavu. V témže roce se přestěhovala do Vídně. Nejprve jí Ernst Fuchs daroval svůj starý ateliér a od roku 1952 žila a pracovala v podkrovním bytě na Bräuhausgasse 49. Ve Vídni byla aktivní v uměleckém sdružení „ Art Club“, angažovala se i v radikálnější skupině „Hundsgruppe“, jejíž tvorba byla ovlivněna abstraktním expresionismem a akční malbou.

### Stipendium ve Francii – 1951
V roce 1951 získala stipendium od Francouzského kulturního institutu, které jí umožnilo třikrát vycestovat do Paříže. Přestože bylo stipendium pouze pro jednu osobu, cestovala společně s přítelem Arnulfem Rainerem. V Paříži se setkali se spisovatelem Paulem Celanem, který jim zprostředkoval schůzku s André Bretonem, seznámili se s Benjaminem Péretem a Toyen. Zaujala je výstava abstraktního umění s obrazy Jacksona Pollocka a George Mathieu. Kanadský malíř Jean-Paul Riopelle jim zprostředkoval setkání s Karlem Appelem, Hansem Hartungem a Wolsem. Od Gisèle Lestrangeové, manželky Paula Celana se Maria Lassnigová naučila techniku suchého leptu. Přes četné kontakty, které si zde vytvořili, se jim nepodařilo prosadit a vystavovat v Paříži.

### Vídeňská umělecká avantgarda
Téhož roku se Maria Lassnigová i Rainer vrátili do Rakouska a pod vlivem hnutí informelu a abstraktního expresionismu zorganizovali výstavu Mladá nefigurativní malba v Künstlerhaus, v Klagenfurtu. Z pohledu kritiky i veřejnosti byla výstava neúspěšná.
V roce 1954 se Maria Lassnigová vrátila na Akademii výtvarných umění ve Vídni a dalších šest semestrů studovala ve třídě Alberta Parise Gütersloha. Společně s Oswaldem Oberhuberem, Wolfgangem Holleghou, Josefem Miklem, Markusem Prachenskym a Arnulfem Rainerem se začlenila do okruhu kolem Monsignora Otto Mauera (1907 – 1973), který patřil mezi nejvýznamnější mecenáše umění v Rakousku po druhé světové válce a podporoval začínající umělce a ve Vídni založil v roce 1954 Galerii sv. Štěpána, která se brzy stala galerií vídeňské umělecké avantgardy 50. a 60. let.

### Paříž a New York
V roce 1961 se Maria Lassnigová vrátila do Paříže. Malovala své první akvarely. Cyklus velkorozměrných obrazů nazvala „Strichbilder“ („čárové obrazy“) a chápala je jako „figuraci tělesných pocitů“.
V roce 1964 jí zemřela matka a smrt se v jejích obrazech začala objevovat velmi často. Trpěla depresemi a onemocněním jater. V roce 1968 odjela do New Yorku a získala ateliér v East Village. Její práce byla v té době odmítána jako „podivná“ a „morbidní“.
Absolvovala kurz sítotisku v Brooklynu a vytvářela velkoformátové sítotisky. V roce 1970 absolvovala kurz animace na Škole výtvarných umění (School of Visual Arts) v New Yorku. Koupila si šestnáctimilimetrovou filmovou kameru a natáčela filmy. V roce 1974 patřila mezi zakladatelky sdružení filmařských feministických umělkyň „Women/Artist/Filmmakers“.
V roce 1977 byly její kresby poprvé uvedeny na výstavě v Albertině ve Vídni a sdružením Kunstverein Kärnten (Korutanské umělecké sdružení) v Klagenfurtu.

### Umělkyně a profesorka
V roce 1980 se vrátila z USA do Vídně. Byla první ženou v německy mluvícím světě, která se stala profesorkou na Vídeňské univerzitě užitého umění. Vedla mistrovský kurz teorie designu - experimentální design a vyučovala malbu, kresbu a film. Na univerzitě učila až do roku 1997. Mezi její studenty patřily například Guido Hoffmann (grafik), Mara Mattuschka (výtvarnice a filmařka), Bady Minck (filmař a producent) nebo Sabine Groschup.
V roce 1980 spolu s mediální umělkyní Valie Export reprezentovala Rakousko na Benátském bienále. V roce 1982 založila první výukové studio animace v Rakousku, které existuje dodnes.
Maria Lassnigová zemřela 6. května 2014 ve Vídni, ve věku 94 let. Je pohřbena na Vídeňském ústředním hřbitově.

## Dílo

### Umělecká cesta
Zásadní pro její umělecký život a další vývoj byla druhá polovina čtyřicátých let 20. století. Začínala pracovat na kresbách zaměřených na pocity těla, snažila se převést své tělesné pocity do obrazu. V padesátých letech bylo její dílo spojeno s informelem a abstraktní malbou. Zpracování gesta přivedlo autorku k akční malbě. Následně tělesná gesta rozvíjela figurálně, až do osmdesátých let. Její snahou bylo zachytit tělo jako „schránku“, kde se uskutečňují nejen biologické, fyziologické a sexuální pochody, ale také procesy poznávání.

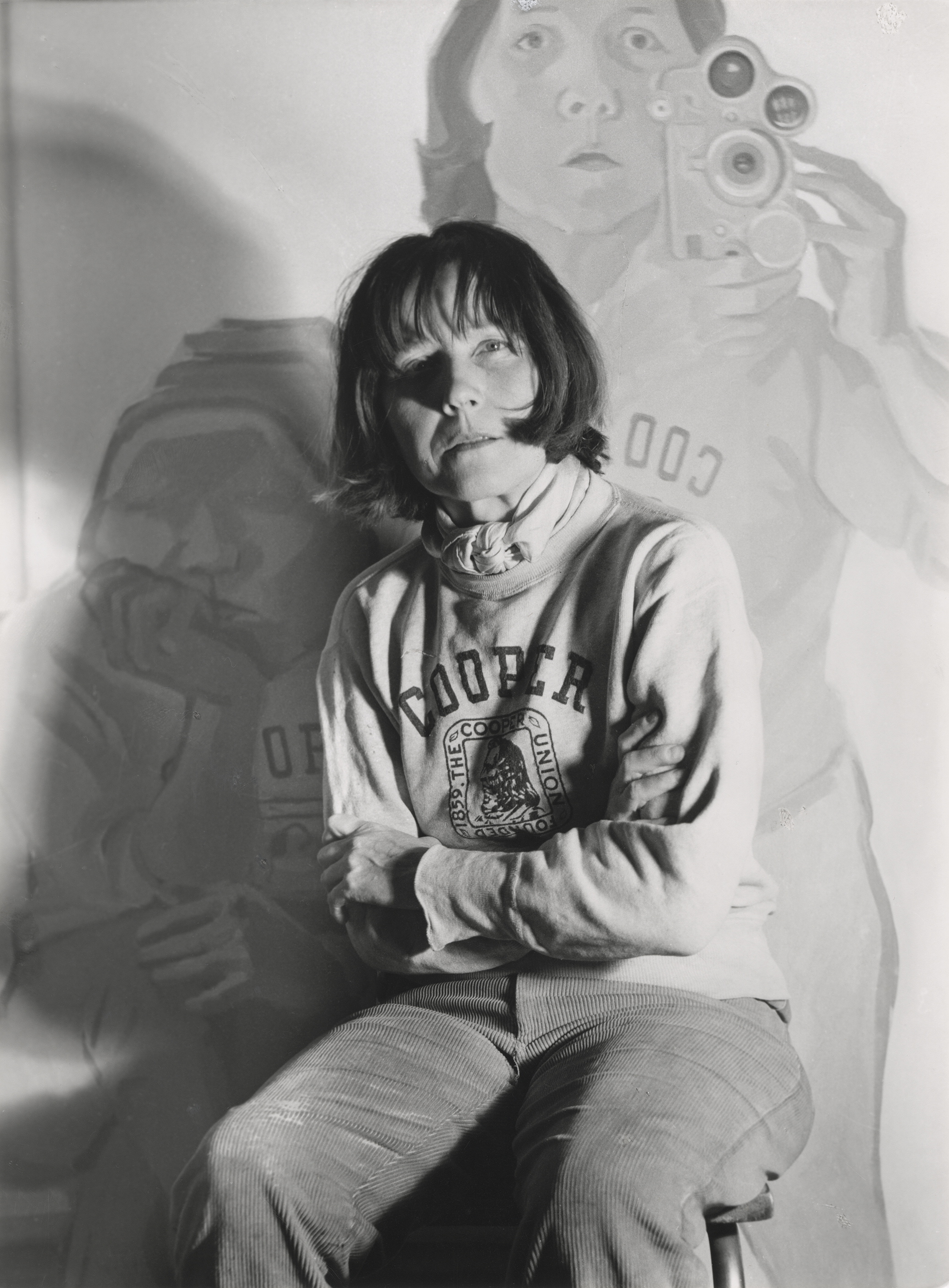
Obraz "Doppelselbstporträt mit Kamera" (Dvojportrét s kamerou), 1974, New York

Pařížský pobyt završila abstraktními malbami, které vyjadřují intenzitou zářivých barev „figuraci tělesných pocitů“. V sedmdesátých letech 20. století vymyslela pro tento přístup termín „vědomí o těle“. Také přejmenovala některá ze svých dřívějších děl, např. abstraktní kubistickou kresbu z roku 1947 nazvala „Self-portrait Body Awareness“. S konceptem "Body Awareness (tělesnost)" je Maria Lassnigová považována za předchůdkyni feministického body artu i vídeňského akcionismu.
Maria Lassnigová o sobě řekla:
| „ | Je jisté, že nemaluji a nekreslím tělo jako objekt – ale maluji vjemy těla. | “ |

V sedmdesátých letech 20. století se stal film součástí její umělecké praxe. O animovaném filmu neuvažovala odděleně od malby a zkušenost s filmem měla také svůj podíl na radikalizaci malířského stylu při jejím pobytu v USA.
V osmdesátých letech opustila „realistické“ prezentace a vrátila se k abstraktním obrazům vyjadřujícím „vnímání těla“. Malířka se celou tvorbou snažila narušovat dualitu těla a duše, kterou byla po tisíciletí ovládána západní filozofie a společnost, a tedy dualitu muže a ženy. Dokazovala, že k poznání lze dospět stejně myslí, jako tělem. Svoji identitu nebo také své „já“ hledala v dialogu s věcmi, s nimiž žila, nebo které odmítala (například sounáležitost žen s „domovem“ (nábytek, kuchyňské náčiní), nebo když se cítila ohrožena (zbraně – jako symboly válečných konfliktů ve světě), v dialogu se zesnulou matkou, s mužem, se zvířetem...
Svými „protetickými“ autoportréty, které byly tvořeny bizarní směsicí těl a předmětů, glosovala umělkyně stále techničtější a uměle vytvářenou povahu lidské existence.
Náměty čerpala také z mytologie a využívala i archaické prvky. Existenciálními tématy (iluze, vztah mezi pohlavími, pomíjivost, smrt a destrukce) se začala zabývat v roce 1998 a započala tak etapu „drastických obrazů“. Svůj poslední portrét ⁠–⁠ „Autoportrét se štětcem“, dokončila v roce 2013.
Dílo Marii Lassnigové, které obsáhlo období druhé poloviny 20. století, významně ovlivnilo i další generace umělců, pro které je tělo a tělesnost zásadním tématem. Je považovaná za jednu z nejdůležitějších umělkyní dvacátého století, která se stala průkopnicí ženské emancipace v uměleckém světě mužů.

## Výstavy
Teprve v šedesáti letech se jí začalo dostávat zaslouženého uznání. Svoje umělecká díla vystavovala na samostatných mezinárodních výstavách, například „Maria Lassnig“ ve vídeňském Museum Moderner Kunst (1985), „From the Inside Out“ v amsterodamském Stedelijk Museum (1994), „Drawings and Watercolors 1946-1995“ v pařížském Centre Georges Pompidou (1995), „Maria Lassnig“ ve vídeňském MUMOKu (1999) a v londýnské Serpentine Gallery (2008) nebo newyorském MoMA PS1 (2014).
Zúčastnila se výstavy Documenta 7 (Kassel, 1982), 46. benátského bienále (1995), 4. istanbulského bienále (1995), výstavy Documenta X (Kassel, 1997) i řady skupinových výstav, jako byly „Broken Mirror“ v Kunsthalle Wien (1993), „Féminin-Masculin“ v Centre Georges Pompidou (1995), „Wack! Art and the Feminist Revolution“ v Museum of Contemporary Art, Los Angeles (2007).
Další výstavy:
- 1987 – Rakouští umělci současnosti: Práce na papíře; Kermer Collection, Stuttgart, Galerie v Taxispalais, Innsbruck
- 2009 - Přítomnost linky, Pinakothek der Moderne, Mnichov
- 2009 - V zrcadle možností, akvarelů a kreseb od roku 1947 dodnes, Museum Ludwig, Kolín nad Rýnem
- 2009 – Maria Lassnig. Devátá dekáda, MUMOK, Vídeň
- 2010 – Maria Lassnig. Umění mě dělá mladším a mladším, Městská galerie v Lenbachhaus, Mnichov
- 2012/2013 – Maria Lassnig. The Place of Images, Neue Galerie Graz, Graz
- 2013 – Maria Lassnig. Místo obrazů, sál současného umění Deichtorhallen, Hamburk
- 2014 – Maria Lassnig. Se zvláštním zaměřením na autoportréty umělkyně, MoMA PS1, New York
- 2016 - Maria Lassnig (1919-2014). Dar pro Neue Galerie Graz, Neue Galerie Graz, Graz.
- 2017 – Maria Lassnig. Muzeum Folkwang, Essen
- 2017 – Maria Lassnig. Dialogy. Retrospektiva kreseb a akvarelů. Albertina, Vídeň (2018 vystaveno také v Kunstmuseum Basel).
- 2018 – Maria Lassnig. Vztahy. Muzeum umění St. Gallen.
- 2019 - Kontrola karoserie. Martin Kippenberger-Maria Lassnig. Městská galerie v Lenbachhaus, Mnichov
- 2019 – Maria Lassnig. Způsoby bytí. Muzeum Stedelijk, Amsterdam; také Albertina, Vídeň
- 2020 – Body.Feeling – Maria Lassnig z kolekce Klewan. Muzeum Böttcherstrasse, Brémy
- 2021/2022 – Maria Lassnig. Klewanova sbírka . Muzeum Kaethe Kollwitz, Kolín nad Rýnem

### 2018 –Retrospektivní výstava v Praze
Výstava „ Maria Lassnig 1919⁠–⁠2014“ se konala v Národní galerii od 16. února do 17. června 2018 a představila průřez její tvorbou – malby, kresby, sochy, ale i film a filmové animace. Výstava byla upravenou a rozšířenou verzí výstavy z roku 2016, která se uskutečnila v galerii Tate v Liverpoolu, v Anglii. Výstava patřila mezi největší retrospektivu avantgardní multimediální umělkyně mimo rodné Rakousko.
| „                    | Jádrem kompozic autorčiných odvážně expresivních, jasně barevných olejomaleb byla lidská postava, často fragmentovaná, deformovaná a groteskní. Obrazy, kresby, ale také její animované filmy, jejichž námětem je sama umělkyně, hovoří o křehkosti těla, procesu stárnutí a plynutí času, zkrátka o lidském údělu viděném optikou tělesné a psychické zkušenosti. | “ |
| — kurátor Adam Budak | |   |

## Galerie

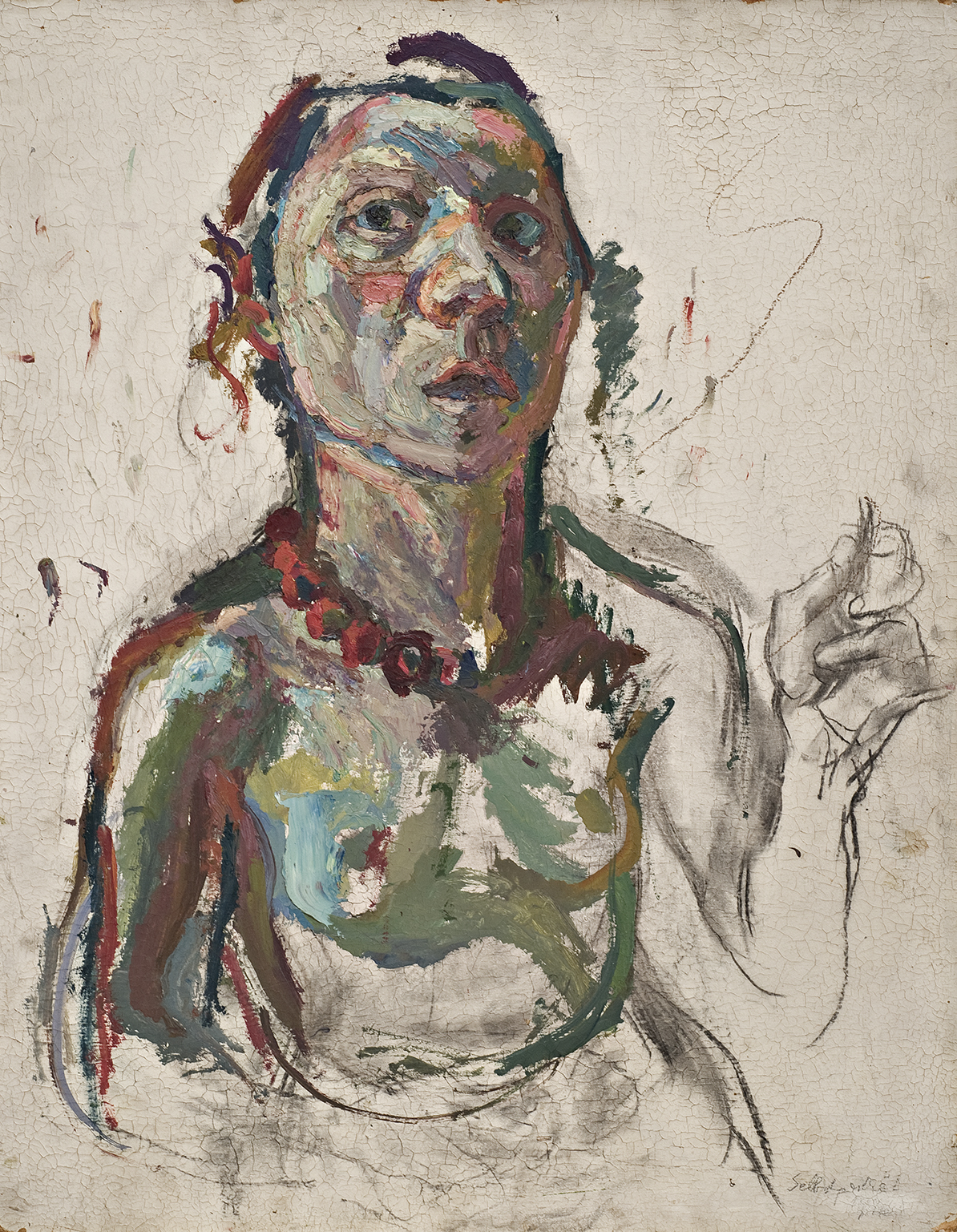
Obraz "Selbstporträt expressiv" (Expresivní autoportrét), 1945
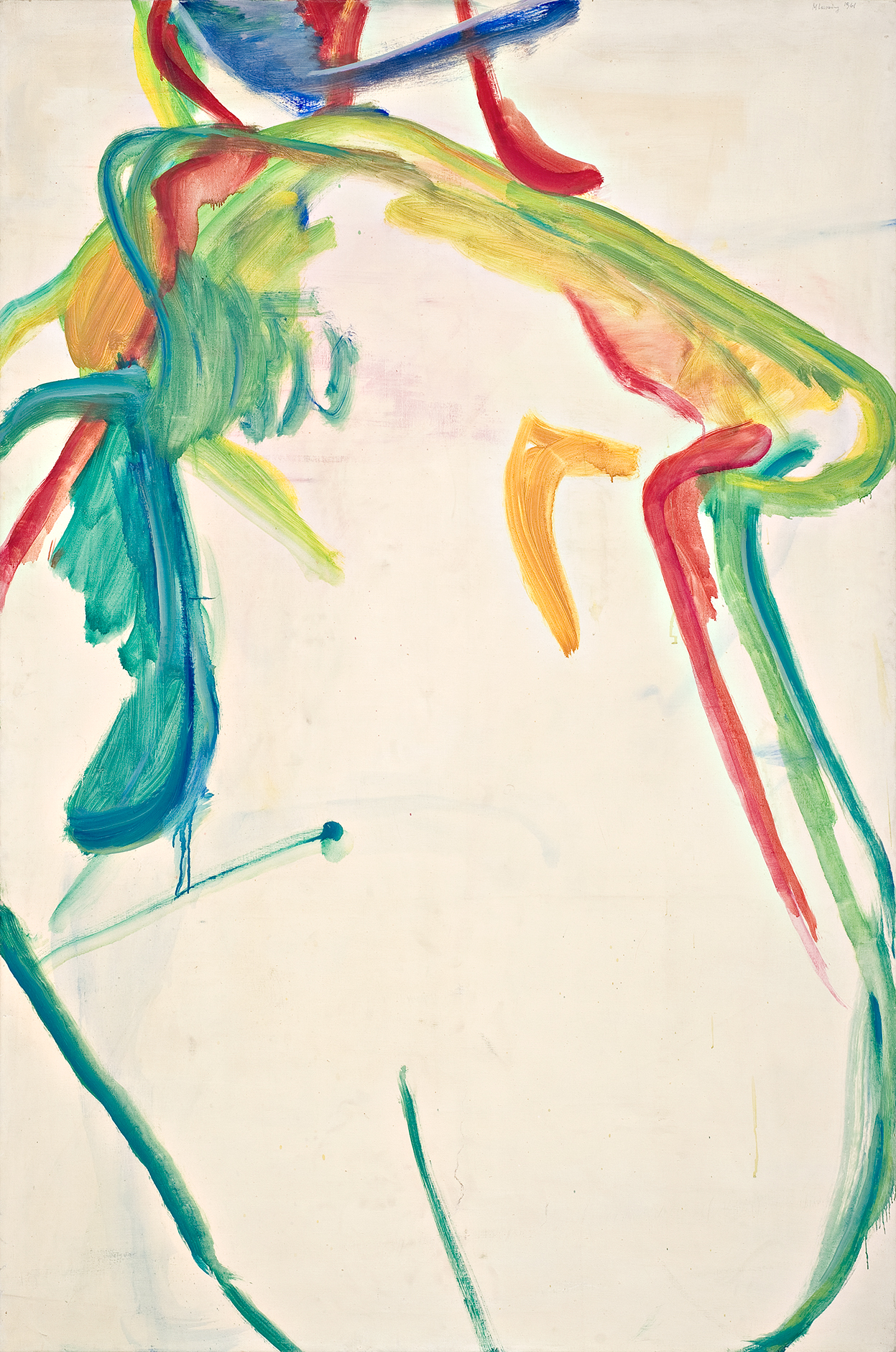
Obraz "Dicke Grüne" (Tlustá zelená), 1961
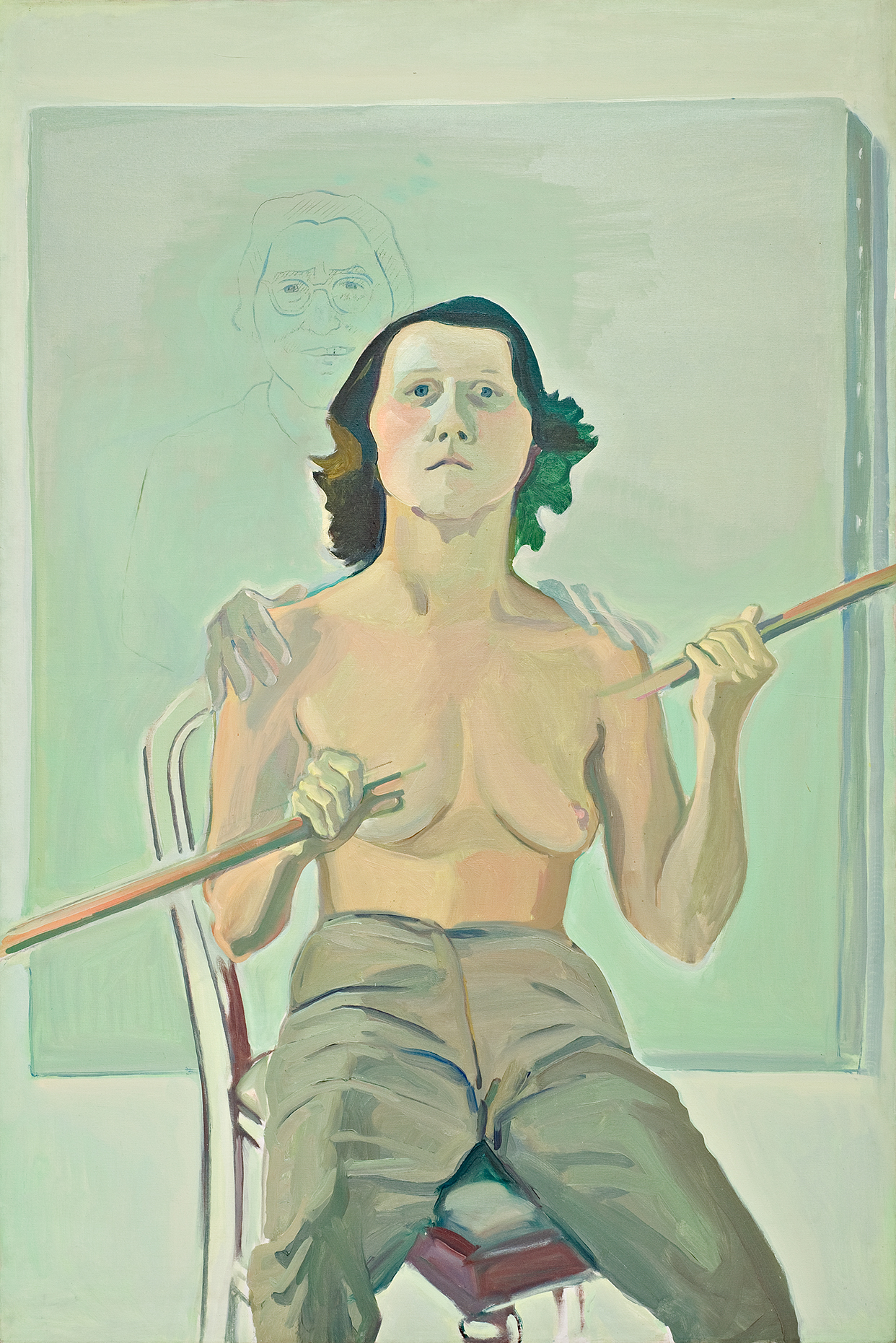
obraz "Selbstporträt mit Stab" (Autoportrét s tyčí), 1971
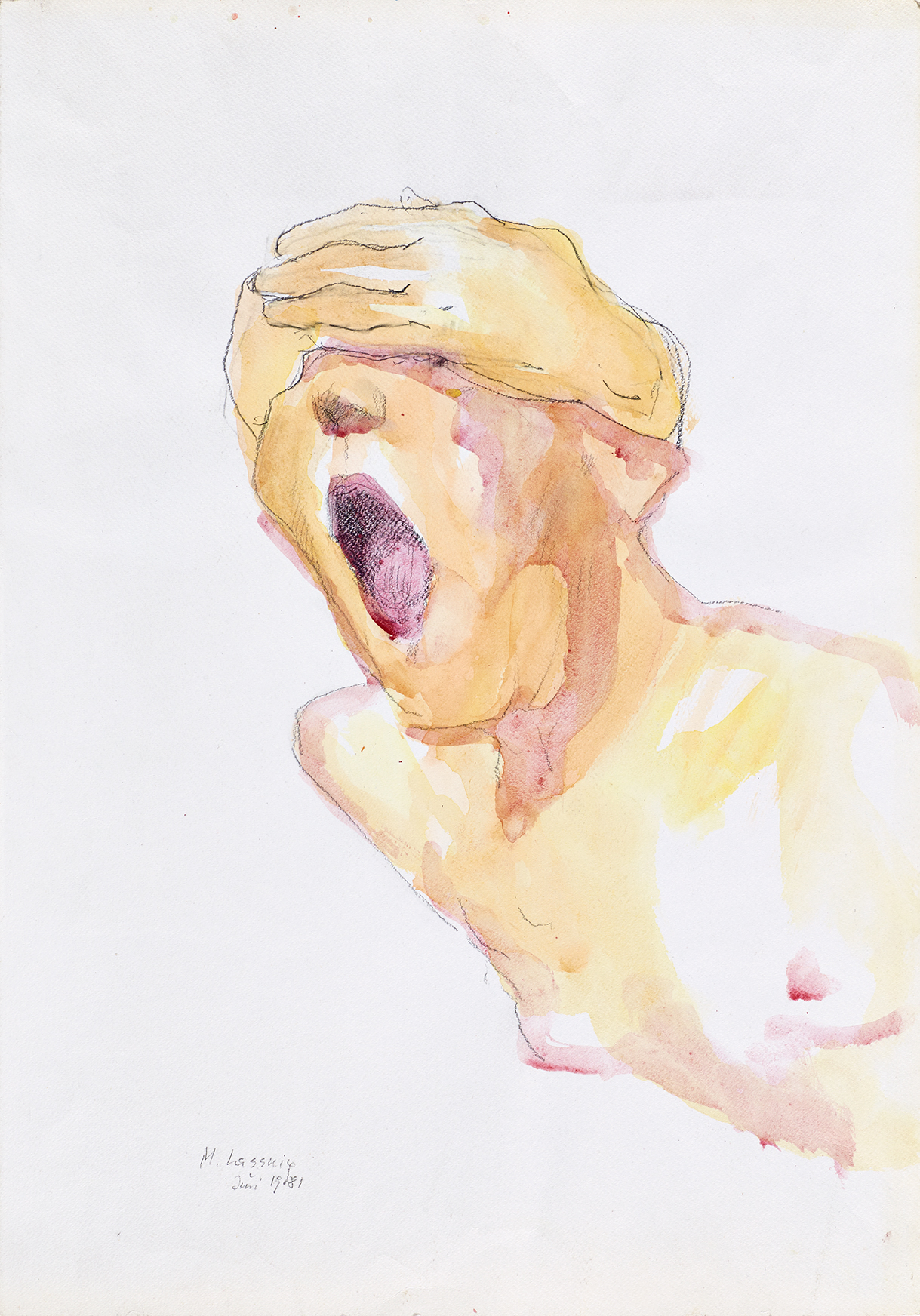
Kresba "Bez názvu (křičící žena)", 1981
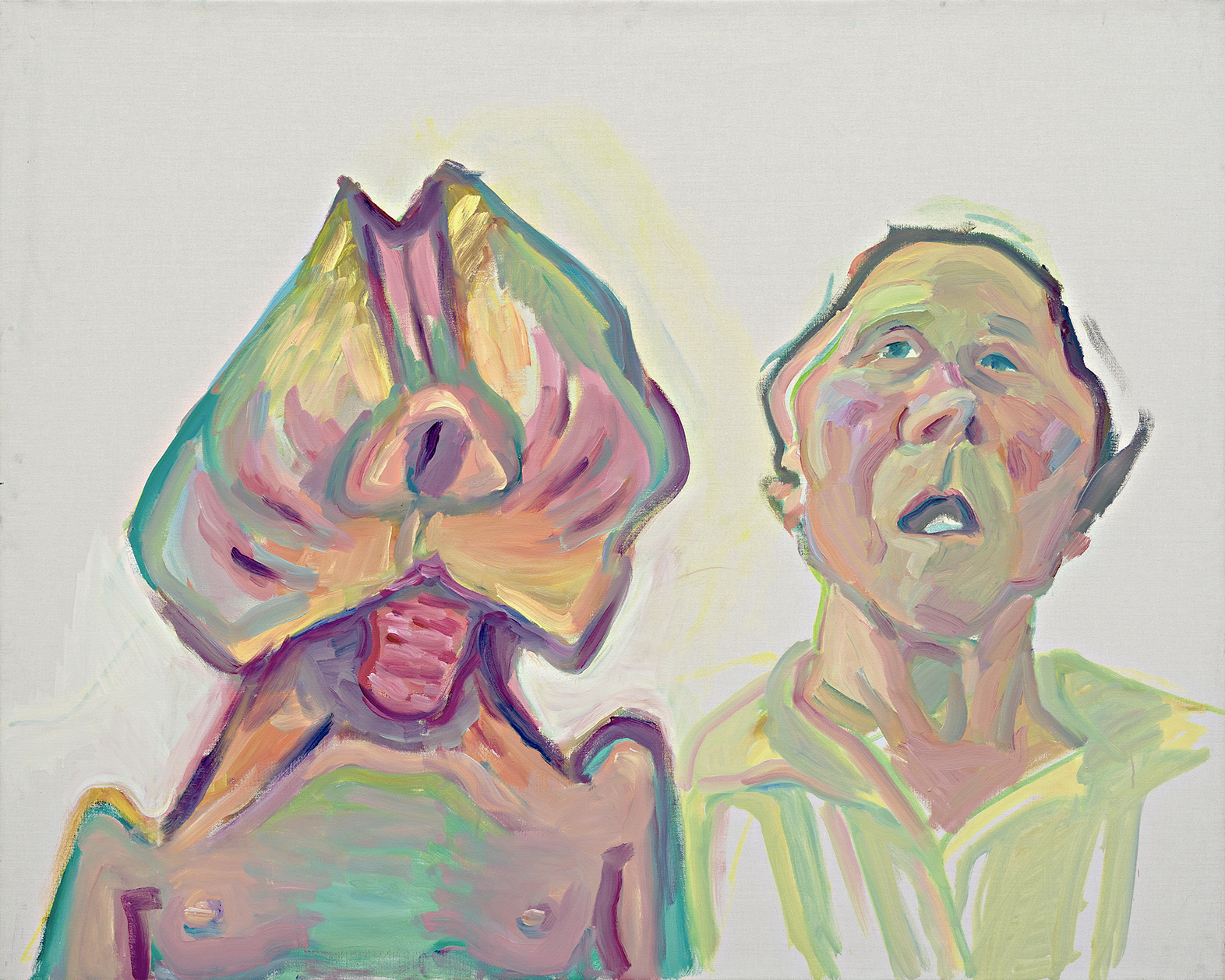
Obraz „Zwei Arten zu sein (Doppelselbstporträt)“ – Dva způsoby bytí (Dvojitý autoportrét), 2000

### Ocenění
- V roce 1988 jí byla udělena Velká rakouská státní cena.
- Dne 18. února 2004 obdržela Cenu Maxe Beckmanna, města Frankfurtu nad Mohanem dotovanou částkou 50 000 eur za „mimořádný přínos současné malbě“.
- U příležitosti 90. narozenin byla v roce 2010 v Mnichově uvedena rozsáhlá samostatná výstava se zaměřením na tvorbu posledních let.
- V červnu 2013 získala na 55. benátském bienále Zlatého lva za celoživotní dílo.
- Dne 16. prosince 2013 získala čestný doktorát na Univerzitě v Klagenfurtu.[12]

- Ke stému výročí narození dne 8. září 2019 umístilo město Klagenfurt na fasádu domu v Klostergasse 1 pamětní desku.[13]

### Filmy
Maria Lassnigová založila za svého pobytu v New Yorku, společně s Marthou Edelheitovou, Doris Chase, Carolee Schneemannovou,a dalšími umělkyněmi avantgardní skupinu Women/Artist/Filmmakers. Používaly filmový obraz k vyjádření svých vizí. Mezi lety 1970 až 1976 natočila řadu krátkých animovaných filmů, které obsahují autobiografické prvky a úlohu žen ve společnosti i technologie, které lze nalézt v běžném životě.
Filmy Marii Lassnigové jsou většinou založené na animaci fixo-kreseb, používala také animaci kreseb nasprejovaných přes šablonu Tvary (1972). Snímky Iris, (1971) a Barokní sochy, (1970⁠–⁠1974) používají hraný záznam. Čtení z ruky, (1973) a Židle, (1971) vznikly kombinací animace s hranými záběry a pro film Páry, (1972) byly použity výstřižky z časopisů.
Její první film, patřící mezi nejznámější je Autoportrét, (1971). Získal Cenu New yorské státní rady výtvarných umění. Poslední film, který natočila po návratu z USA je Kantáta Marii Lassnigové, (1992, ve spolupráci s Hubertem Sieleckim). Zpívá v něm baladu o svém životě a je autobiograficky pojatý, jako Autoportrét.

### Publikace
- Keine Verteidigung (Bez obrany), manifest doprovázející výstavu „Nefigurativní malba“. Klagenfurt 1951.
- Malrezepte (Recepty na malování), Galerie katalogu St. Stephan, Vídeň 1960.
- Chancen für Kreative (Příležitosti pro kreativní lidi), Protokol 68, Vídeň 1968.
- O hlavách, O řádkových obrázcích, Novější obrázky, Životopis. S úvodem Wolfganga Drechslera a texty Petera Gorsena. Monografie k výstavě v Muzeu moderního umění ve Vídni. Ritter, Klagenfurt 1985.
- Hlavou proti zdi: nové obrázky. S texty Hildegundy Amanshauserové (Kunstmuseum Luzern, editor a vydavatel: Martin Kunz). Ritter, Klagenfurt 1989.
- Pero je sestra štětce: deníky z let 1943 až 1997. Editor Ulrich Obrist. DuMont, Kolín 2000.
- Venkovští lidé. Ritter, Klagenfurt 2004.
- Maria Lassnig, Dopisy Hansi Ulrichu Obristovi. Verlag der Buchhandlung Walther König, Kolín 2020, posmrtná publikace).

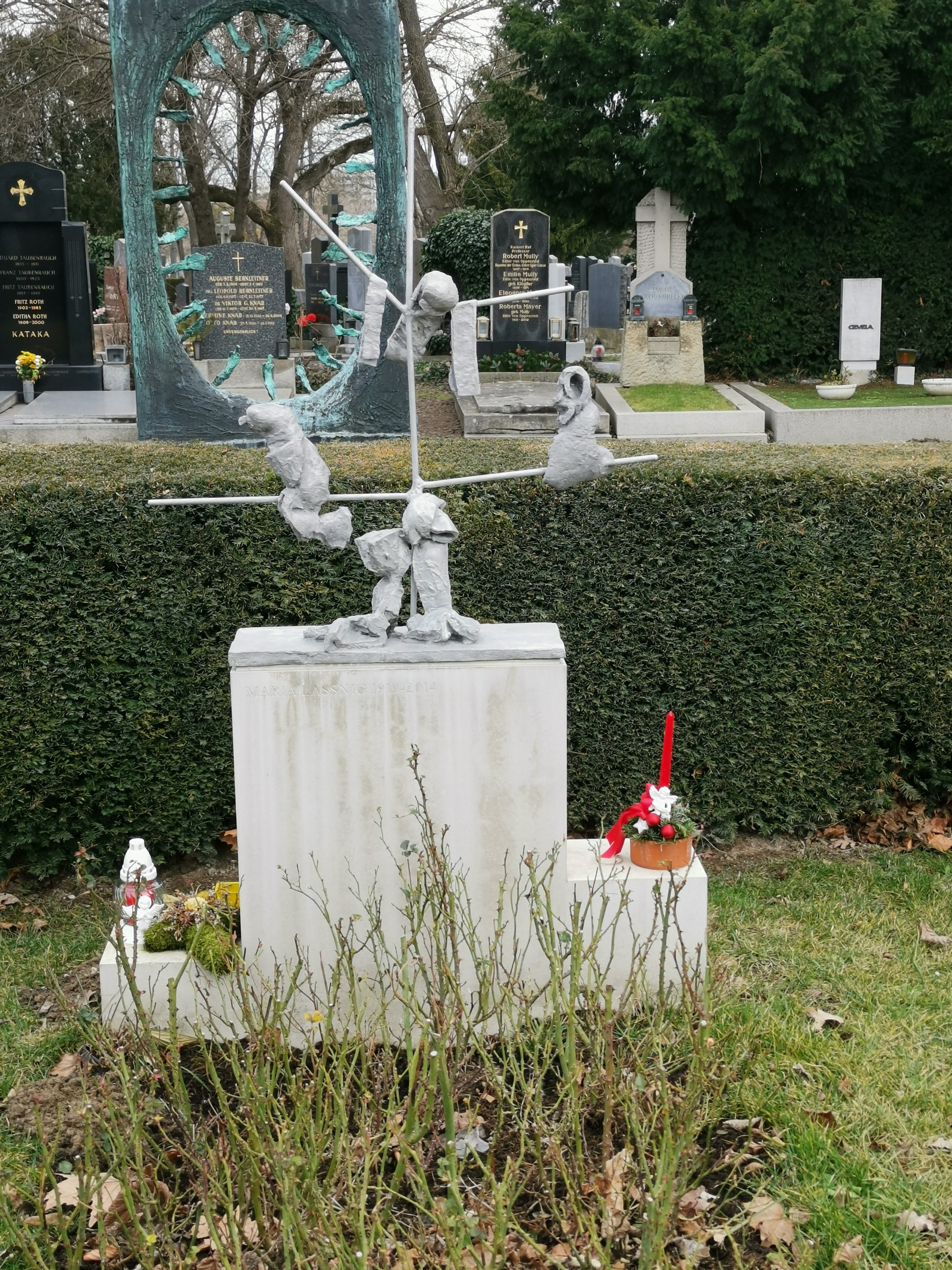
Hrob Maria Lassnig

## Nadace
Nadace Maria Lassnig Foundation byla založena v roce 2015 a věnuje se správě autorčina rozsáhlého díla a pozůstalosti.

## Cena Marie Lassnigové
Cena Marie Lassnigové (Maria Lassnig Preis) je dotována částkou 50 000 eur a uděluje se od roku 2017, každé dva roky. Doprovází ji samostatná výstava oceněného umělce, kterou pořádá instituce spolupracující s Nadací Marie Lassnigové.
- V roce 2017 cenu obdržela britská umělkyně Cathy Wilkes, výstava její tvorby proběhla od 22. října 2017 do 11. března 2018 v MoMA PS1.
- V roce 2019 získala cenu ve spolupráci se Städtische Galerie im Lenbachhaus a Kunstbau Munich indická umělkyně Sheela Gowda
- Pro rok 2021 byla cena udělena ghanskému malíři Atta Kwami. Partnerskou institucí je Serpentine Gallery v Londýně[14].